# Bertin Technologies
Pour les articles homonymes, voir Bertin.
Bertin Technologies est un groupe industriel européen spécialisé dans la conception et la fabrication d'instruments de mesure, d’observation et de détection pour des applications critiques ou scientifiques.

## Historique
En octobre 1955, l'ingénieur Jean Bertin quitte la SNECMA accompagné de 15 collaborateurs pour fonder Bertin & Cie, officiellement créée le 27 février 1956.
En 1962, la société crée les jupes souples du Terraplane BC4, le premier aéroglisseur français, permettant de maintenir une pression constante sous le véhicule et de limiter les fuites d'air et d'épouser différents terrains.
Jean Bertin deviendra par la suite célèbre dans les années 70 pour son concept d'Aérotrain, un aéroglisseur à hélices puis à réaction ayant battu plusieurs records de vitesse sur rail, abandonné en 1974 à la suite du premier choc pétrolier. Il décédera d'une tumeur cérébrale en 1975.
À la suite d'une commande de l'Armée de l'air française en 1991, elle livre 14 déverglaceuses thermo-soufflante « TS4-A9C » équipées de réacteurs Snecma Atar 9C déclassés et réformés de vol pour déneiger les pistes. L'ensemble a été réalisé par l'usine Coder de Colombes.
Le 24 septembre 1998, la baisse des commandes du secteur public et des frais de structure trop élevés mettent en péril la société, qui se place en redressement judiciaire. LTI, une société d'investissement à long terme, géré par LBO France, associée à Finuchem, par l'intermédiaire de sa filiale ECA, reprend la société en avril 1999 pour créer un nouvel ensemble baptisé Bertin Technologies. 20 % du capital de Bertin Technologies est alors réservé au management et aux salariés.
En mai 2001, Bertin Technologies crée à Pessac un centre consacré aux sciences de la vie et investit dans le développement de produits pharmaceutiques à partir de principes actifs existants, une activité regroupée dans une nouvelle filiale, Ellipse Pharmaceutical. Une autre filiale, A2B Technologies, est quant à elle spécialisée dans l'assistance technique. 
En 2002, avec le concours de l'Institut français du pétrole, Bertin Technologie participe à la création du système JLMD, un mécanisme de pompage des cuves des pétroliers en cas d'accident en mer,. La même année, la société crée un drone d'observation militaire, le Smartball, financé à hauteur de 2 millions d'euros par la direction générale de l'Armement. Lors d'une démonstration publique dans l'Hôtel de Sully à Paris, en raison d'un fort vent, deux prototypes du drone Hovereye, successeurs du Smartball, sont détruits. EDF fait alors partie des industriels équipés par ce type de drone, les utilisant notamment pour inspecter ses barrages.
A la même époque, Bertin Technologies participe à la conception d'un moteur de recherche sur Internet européen, Quaero, projet développé par l'Agence de l'innovation industrielle..
Elle conclut en 2007 un partenariat avec la Sofema, visant à la création d'un groupement d'intérêt économique pour présenter une offre commerciale et technologique commune, notamment à l'export. 
Spécialisée dans les prototypes et les éléments industriels fabriqués sur mesure, l'entreprise s'oriente vers les secteurs de l'aéronautique, de la défense, des transports et de l'énergie, la société est rachetée par CNIM en 2008.
En 2010, Bertin Technologies cède son activité aéronautique à Adetel Group. 
En 2015, Bertin Technologies acquiert la société Saphymo pour développer son offre sur le marché du nucléaire et de la radioprotection.
Bertin Technologies acquiert la société suédoise Exensor en 2017, leader mondial dans la fourniture de réseaux de capteurs pour la surveillance et la protection de zones et infrastructures sensibles, puis en 2018 l’entreprise pertuisienne Winlight System spécialisée dans les systèmes et instruments optiques de haute performance.
Bertin Technologies est acquis par le Fonds de Consolidation et de Développement des Entreprises (FCDE) en 2022.
Fin 2024, Bertin emploie 1 000 salariés et son chiffre d’affaires s’élève à 178 millions d'euros.

## Activités
Les activités du groupe Bertin Technologies sont organisées au travers de trois filiales distinctes.  
Le groupe Bertin Technologies propose une offre complète d'instruments dans les domaines des Sciences du Vivant et de la Santé, du Nucléaire & de la Radioprotection, de la Défense et du NRBC, et du Spatial et des Grands Instruments Scientifiques, organisées au travers de quarte pôles contenant sept unités opérationnelles distinctes :  

### Bertin Nuclear
Bertin Nuclear, composé de Bertin VF Nuclear ainsi que Bertin Instruments, propose des instruments et des systèmes de surveillance, de mesure et de contrôle des rayonnements ionisants.

### Bertin Photonics
Bertin Photonics propose une offre autour des photons regroupant les unités opérationnelles Bertin Alpao, spécialisée dans l’optique adaptative, ainsi que Bertin Winlight, fabriquant des composants et systèmes optiques et optroniques de haute performance.

### Bertin Défense et Securité
Bertin Défense et Sécurité regroupe Bertin Environics, qui propose une offre de détection et d’identification des menaces NRBC, ainsi que Bertin Exensor, spécialisé dans les réseaux de capteurs déposés. 

### Bertin Health & Life Sciences
Bertin Health & Life Sciences propose une gamme complète de traitement des déchets hospitaliers pour les établissements de santé, ainsi que des équipements de laboratoire. 

## Implantations
Basée principalement en région parisienne et en région Sud, la société est également présente en Allemagne, en Italie, au Royaume-Uni, en Suède, en Finlande, en République Tchèque, en Slovaquie, à Singapour, et aux États-Unis. 